# Тукаси
Тука́си (рос. Тукасы, чув. Тукас) — присілок у Чувашії Російської Федерації, у складі Хочашевського сільського поселення Ядринського району.
Населення — 156 осіб (2010; 194 в 2002, 220 в 1979, 363 в 1939, 330 в 1926, 298 в 1906, 212 в 1858).

## Історія
Засновано 19 століття як околоток присілка Велика Четаєва (нині не існує). До 1866 року селяни мали статус державних, займались землеробством, тваринництвом, виробництвом взуття та одягу, ковальством. 1884 року відкрито церковнопарафіяльну школу, у кінці 19 століття діяв вітряк. 1930 року утворено колгосп «Культура». До 1926 року присілок входив до складу Шемердянської та Балдаєвської волостей Ядринського повіту, з переходом на райони 1927 року — спочатку у складі Ядринського, у період 1939–1956 років — у складі Совєтського, після чого повернуто назад до складу Ядринського району.

## Господарство
У присілку працюють спортивний та магазин.